# Революционный сельсовет (Оренбургская область)
Революционный сельсовет — сельское поселение в Первомайском районе Оренбургской области Российской Федерации.
Административный центр — посёлок Революционный.

## История
9 марта 2005 года в соответствии с законом Оренбургской области № 1907/315-III-ОЗ образовано сельское поселение Революционный сельсовет, установлены границы муниципального образования.

## Население
| 2010 | 2012 | 2013 | 2014 | 2015 | 2016 | 2017 |
| ---- | ---- | ---- | ---- | ---- | ---- | ---- |
| 665  | ↘639 | ↘594 | ↘589 | ↘567 | →567 | ↘564 |
| 2018 | 2019 | 2020 | 2021 |      |      |      |
| ↘537 | ↘515 | ↘500 | ↘482 |      |      |      |

## Состав сельского поселения
| № | Населённый пункт | Тип населённого пункта          | Население |
| - | ---------------- | ------------------------------- | --------- |
| 1 | Революционный    | посёлок, административный центр | ↘482      |